# Oligobruchus forissantensis
Oligobruchus forissantensis là một loài bọ cánh cứng trong họ Bruchidae. Loài này được Wickham miêu tả khoa học năm 1912.